# Élections législatives tchadiennes de 1962
Les élections législatives tchadiennes de 1962 se déroulent le 4 mars 1962 afin de renouveler les 85 membres de l'Assemblée nationale du Tchad. Il s'agit des premières législatives organisée depuis l'indépendance du pays le 11 aout 1960. À la suite d'un changement constitutionnel ayant aboli le multipartisme et instauré un régime à parti unique sous l'égide du Parti progressiste tchadien, ce dernier remporte l'intégralité des sièges. Le multipartisme ne sera rétabli au Tchad que 35 ans plus tard lors des élections législatives de 1997.

## Résultats
|                           |                             |           |       |        |     |  |  |  |  |
| Parti                     | Parti                       | Votes     | %     | Sièges | +/– |  |  |  |  |
|                           | Parti progressiste tchadien | 1 124 214 | 100   | 85     | 28  |  |  |  |  |
|                           |                             |           |       |        |     |  |  |  |  |
| Suffrages exprimés        | Suffrages exprimés          | 1 124 214 | 99,62 |        |     |  |  |  |  |
| Votes blancs et invalides | Votes blancs et invalides   | 4 289     | 0,38  |        |     |  |  |  |  |
| Total                     | Total                       | 1 128 503 | 100   | 85     | 1   |  |  |  |  |
| Abstentions               | Abstentions                 | 169 405   | 13,05 |        |     |  |  |  |  |
| Inscrits / participation  | Inscrits / participation    | 1 297 908 | 86,95 |        |     |  |  |  |  |